# Godégisel
Pour les articles homonymes, voir Godégisel (homonymie).
Godégisel ou Godégisèle est un roi des vandales Hasdings jusqu'à sa mort en 406. On ne sait pas quand ni comment il est devenu roi ; cependant, en 405, il forme et dirige une coalition de peuples germaniques, comprenant les vandales Hasdings, et Silings, les Suèves et d'autres de Pannonie dans le but d'envahir la Gaule romaine. Avant de traverser le Rhin en Gaule, il est tué lors de la bataille de Mayence contre les Francs à la fin de l'année 406. Peu de temps après sa mort, son peuple traverse le Rhin pour se rendre sur le territoire de l'Empire romain, peut-être pendant qu'il était gelé.
Godégisel est remplacé par son fils aîné survivant, Gundéric, qui a conduit les Vandales en Gaule et plus tard en Hispanie. Mais Godégisel est surtout connu pour avoir été le père de Genséric, qui remplace Gundéric à la royauté en 428 et a régné pendant 49 ans, établissant un puissant royaume en Afrique du Nord.